# 1976年モントリオールオリンピックのボクシング競技
1976年モントリオールオリンピックのボクシング競技（1976ねんモントリオールオリンピックのボクシングきょうぎ）は、男子のみ11階級で行われた。

## 競技結果
| 階級                          | 金                                                  | 銀                                        | 銅                                            |
| ----------------------------- | --------------------------------------------------- | ----------------------------------------- | --------------------------------------------- |
| ライトフライ級 （48kg）       | ホルヘ・エルナンデス キューバ (CUB)                 | リ・ビヨンウク 北朝鮮 (PRK)               | オルランド・マルドナド プエルトリコ (PUR)     |
| ライトフライ級 （48kg）       | ホルヘ・エルナンデス キューバ (CUB)                 | リ・ビヨンウク 北朝鮮 (PRK)               | パヤオ・プーンタラット タイ (THA)             |
| フライ級 （51kg）             | レオ・ランドルフ アメリカ合衆国 (USA)               | ラモン・デュバロン キューバ (CUB)         | レセック・ブラシンスキ ポーランド (POL)       |
| フライ級 （51kg）             | レオ・ランドルフ アメリカ合衆国 (USA)               | ラモン・デュバロン キューバ (CUB)         | ダビド・トロジャン ソビエト連邦 (URS)         |
| バンタム級 （54kg）           | グ・ヨンジョ 北朝鮮 (PRK)                           | チャールズ・ムーニー アメリカ合衆国 (USA) | パトリック・コーデル イギリス (GBR)           |
| バンタム級 （54kg）           | グ・ヨンジョ 北朝鮮 (PRK)                           | チャールズ・ムーニー アメリカ合衆国 (USA) | ヴィクトール・リバコフ ソビエト連邦 (URS)     |
| フェザー級 （57kg）           | アンヘル・ヘレラ キューバ (CUB)                     | リチャード・ノワコウスキ 東ドイツ (GDR)   | レセック・コセドウスキ ポーランド (POL)       |
| フェザー級 （57kg）           | アンヘル・ヘレラ キューバ (CUB)                     | リチャード・ノワコウスキ 東ドイツ (GDR)   | ファン・パレデス メキシコ (MEX)               |
| ライト級 （60kg）             | ハワード・デイヴィス・ジュニア アメリカ合衆国 (USA) | シミオン・クトフ ルーマニア (ROM)         | アーセ・ルセウスキ ユーゴスラビア (YUG)       |
| ライト級 （60kg）             | ハワード・デイヴィス・ジュニア アメリカ合衆国 (USA) | シミオン・クトフ ルーマニア (ROM)         | ワシリー・ソロミン ソビエト連邦 (URS)         |
| ライトウェルター級 （63.5kg） | レイ・レナード アメリカ合衆国 (USA)                 | アンドレス・アルダマ キューバ (CUB)       | ウラジミール・コレフ ブルガリア (BUL)         |
| ライトウェルター級 （63.5kg） | レイ・レナード アメリカ合衆国 (USA)                 | アンドレス・アルダマ キューバ (CUB)       | カジミェシュ・セサルバ ポーランド (POL)       |
| ウェルター級 （67kg）         | ヨハン・バックフェルト 東ドイツ (GDR)               | ペドロ・ガマロ ベネズエラ (VEN)           | ラインハルト・スクリセック 西ドイツ (FRG)     |
| ウェルター級 （67kg）         | ヨハン・バックフェルト 東ドイツ (GDR)               | ペドロ・ガマロ ベネズエラ (VEN)           | ビクトル・ジベルマン ルーマニア (ROM)         |
| ライトミドル級 （71kg）       | ジェルジー・リビッキ ポーランド (POL)               | タージャ・カチャル ユーゴスラビア (YUG)   | ローランド・ガルベイ キューバ (CUB)           |
| ライトミドル級 （71kg）       | ジェルジー・リビッキ ポーランド (POL)               | タージャ・カチャル ユーゴスラビア (YUG)   | ヴィクトール・サフチェンコ ソビエト連邦 (URS) |
| ミドル級 （75kg）             | マイケル・スピンクス アメリカ合衆国 (USA)           | ルファト・リスキエフ ソビエト連邦 (URS)   | ルイス・マルチネス キューバ (CUB)             |
| ミドル級 （75kg）             | マイケル・スピンクス アメリカ合衆国 (USA)           | ルファト・リスキエフ ソビエト連邦 (URS)   | アレク・ナスタク ルーマニア (ROM)             |
| ライトヘビー級 （81kg）       | レオン・スピンクス アメリカ合衆国 (USA)             | シクト・ソリア キューバ (CUB)             | コスティカ・ダフィノイウ ルーマニア (ROM)     |
| ライトヘビー級 （81kg）       | レオン・スピンクス アメリカ合衆国 (USA)             | シクト・ソリア キューバ (CUB)             | ヤーヌス・ゴルタット ポーランド (POL)         |
| ヘビー級 （81kg超）           | テオフィロ・ステベンソン キューバ (CUB)             | ミルチェア・シモン ルーマニア (ROM)       | クラレンス・ヒル バミューダ (BER)             |
| ヘビー級 （81kg超）           | テオフィロ・ステベンソン キューバ (CUB)             | ミルチェア・シモン ルーマニア (ROM)       | ジョン・テート アメリカ合衆国 (USA)           |

## 各国メダル数
| 順 | 国・地域             | 金 | 銀 | 銅 | 計 |
| -- | -------------------- | -- | -- | -- | -- |
| 1  | アメリカ合衆国 (USA) | 5  | 1  | 1  | 7  |
| 2  | キューバ (CUB)       | 3  | 3  | 2  | 8  |
| 3  | 東ドイツ (GDR)       | 1  | 1  | 0  | 2  |
| 3  | 北朝鮮 (PRK)         | 1  | 1  | 0  | 2  |
| 5  | ポーランド (POL)     | 1  | 0  | 4  | 5  |
| 6  | ルーマニア (ROM)     | 0  | 2  | 3  | 5  |
| 7  | ソビエト連邦 (URS)   | 0  | 1  | 4  | 5  |
| 7  | ユーゴスラビア (YUG) | 0  | 1  | 1  | 2  |
| 9  | ベネズエラ (VEN)     | 0  | 1  | 0  | 1  |
| 10 | 西ドイツ (FRG)       | 0  | 0  | 1  | 1  |
| 10 | バミューダ (BER)     | 0  | 0  | 1  | 1  |
| 10 | ブルガリア (BUL)     | 0  | 0  | 1  | 1  |
| 10 | イギリス (GBR)       | 0  | 0  | 1  | 1  |
| 10 | メキシコ (MEX)       | 0  | 0  | 1  | 1  |
| 10 | プエルトリコ (PUR)   | 0  | 0  | 1  | 1  |
| 10 | タイ (THA)           | 0  | 0  | 1  | 1  |